# Kyj, Schtschek, Choryw und Lybid

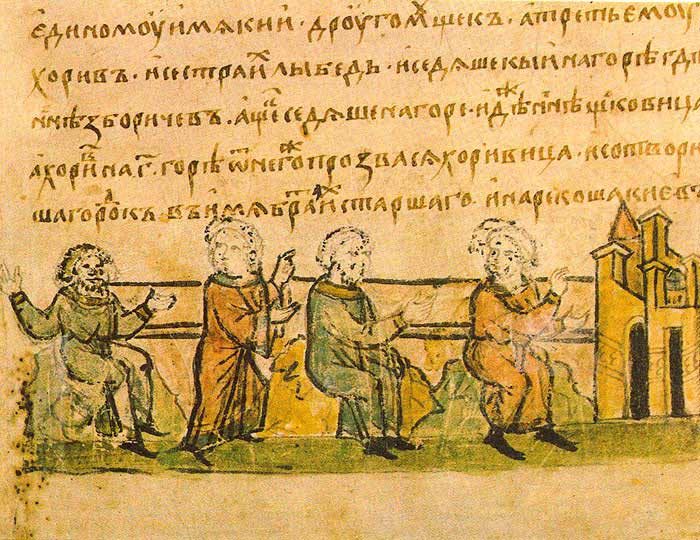
Kyj, Schtschek, Choryw und Lybid. Abbildung aus dem 15. Jahrhundert in der Radziwiłł-Chronik

Die drei Brüder Kyj, Schtschek, Choryw und ihre Schwester Lybid (ukrainisch Кий, Щек, Хорив і Либідь) gelten als die legendären Gründer Kiews.
Die Legende, nach der die Geschwister eine Stadt auf den Hügeln oberhalb des Dnepr gründeten und diese nach dem ältesten der Brüder Kyj („Kiew“ = ‚Stadt von Kyj‘, altrussisch und ukrainisch: Kyjiw) benannten, findet sich in der Nestorchronik („Erzählung der vergangenen Jahre“), der ältesten erhaltenen ostslawischen Chronik und einer der wichtigsten schriftlichen Quellen für die Geschichte der Kiewer Rus. Nach slawischer Mythologie trat Kyj auch als Drachenbekämpfer auf. Es wird vermutet, dass es sich bei den Geschwistern um reale Adlige aus dem Stamm der Poljanen vom Ende des 5. Jahrhunderts–Anfang des 6. Jahrhunderts handeln könnte.